# Leo James Rainwater
Leo James Rainwater, ameriški fizik, * 9. december 1917, Council, Idaho, ZDA, † 31. maj 1986, New York, New York, ZDA.
Rainwater je leta 1975 prejel Nobelovo nagrado za fiziko »za odkritje o povezavi med skupnim gibanjem in delčnim gibanjem v atomskem jedru ter za razvoj teorije o zgradbi atomskega jedra, ki temelji na teh povezavah.«